# Токийский университет
Токи́йский университе́т (яп. 東京大学 То:кё: Дайгаку, сокр. 東大 То:дай) — один из известнейших и старейший среди университетов Японии, знаменитый также своими исследовательскими лабораториями. Токийский университет владеет пятью кампусами — в Хонго, Комаба, Касива, Сироканэ и Накано. В университете 10 факультетов и 15 аспирантур. Обучается 30 000 студентов совокупно, среди которых около 4200 иностранцев. Университет уделяет особое внимание поддержке иностранных студентов.
Токийский университет находится на 10 месте в рейтинге университетов мира Times в 2025 году, уступая только университетам США, Великобритании и Китая. Токийский университет считается одним из наиболее престижных вузов во многих областях. Среди его конкурентов — другие вузы, до войны входившие в число императорских университетов, в особенности Киотский университет. Хотя Токийский университет имеет факультеты, на которых преподают большинство академических дисциплин, среди них наиболее известны филологический и юридический факультеты. Университет выпустил значительное число японских политиков, хотя его значимость в этой связи существенно сокращается со временем[что?].

## История
Токийский университет был создан в период Мэйдзи как современный государственный вуз. В 1877 году правительство Японии объединило несколько учебных учреждений, а именно Сёхэйко (школу восточной литературы), Ёгакусё (школу западных знаний) и Сютосё (институт вакцинации) в Токийский университет, который сразу включил четыре факультета: права, естественных наук, литературы и медицины. В 1886 году университет получил статус Императорского, а к 1897 году официально стал называться Токийский Императорский университет, став флагманом модернизации японского образования.
После Второй мировой войны система высшего образования была пересмотрена. В 1947 году университет вернулся к названию Токийский университет и впервые ввёл совместное обучение мужчин и женщин. В 1949 году по новому Закону об образовании Токийский университет был реорганизован на четырехлетний цикл обучения (кроме медицины, где оставалась шестилетняя программа). В этот период в структуру вошли отделения, возникшие из довоенных учебных заведений, и сформировались современные факультеты.
В XXI веке университет продолжил активную международную и образовательную деятельность, вводя новые программы и реформы. Так, в 2014 году на естественно-научном факультете был запущен англоязычный «Глобальный научный курс» (Global Science Course). Вместе с тем в 2006 году университет оказался в центре скандала: лаборатория одного из профессоров химии была закрыта после выявления фальсификации научных данных в нескольких опубликованных работах. Университет принял меры по усилению внутреннего контроля над исследованиями.

## Структура и академические подразделения
В настоящее время Токийский университет состоит из 10 факультетов и 15 научно-исследовательских программ. Факультеты охватывают широкий спектр дисциплин: сельскохозяйственные науки, инженерное дело, экономику, право, педагогические и гуманитарные направления, медицинские и фармацевтические науки, естественные науки и другие. В университет входят также исследовательские институты и центры, работающие как самостоятельные подразделения, например, Институт изучения землетрясений, Институт медицинских исследований и другие. По данным официальной статистики, общее количество студентов составляет около 29 000, при этом штат преподавателей и административного персонала превышает 11 700 человек.
Студенческая подготовка в Токийском университете характеризуется двухступенчатой системой: первые два года обучения посвящены получению базовых знаний и навыков, а последующие два года углублённой специализации в выбранной области. Программы университета включают также англоязычные курсы, направленные на привлечение иностранных студентов и развитие международной академической среды.

## Президенты университета

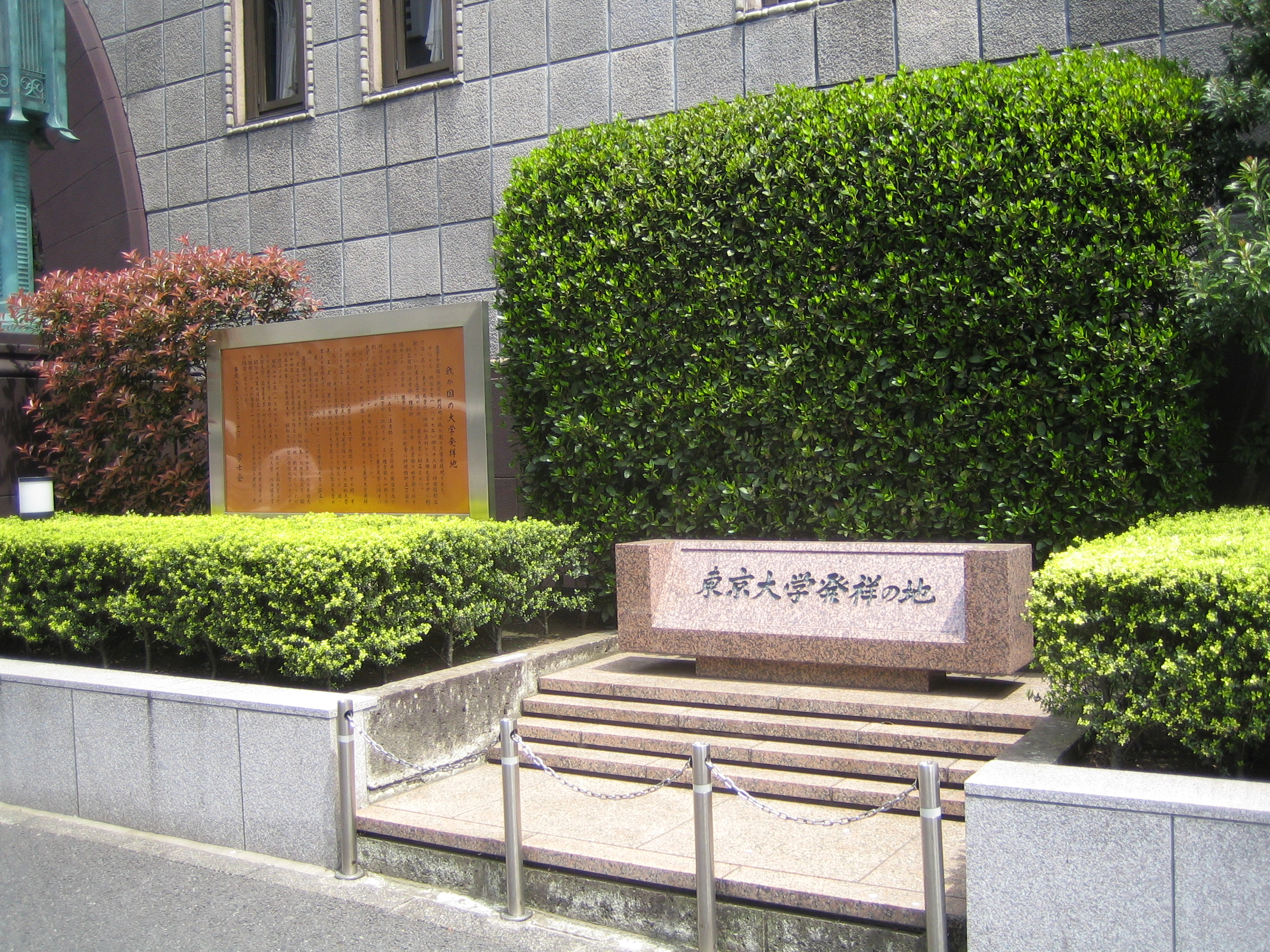
Место основания Токийского университета

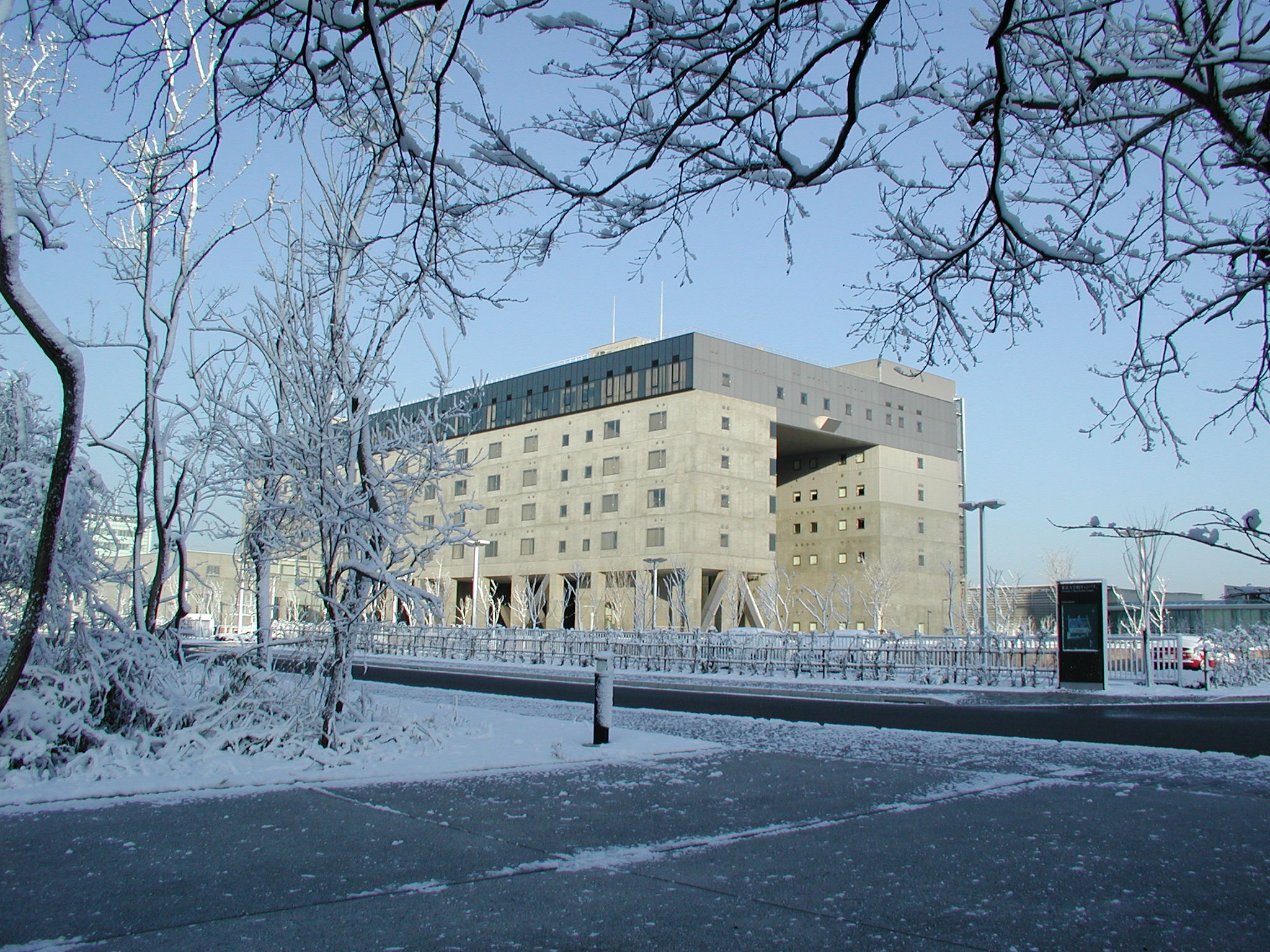
Корпус Института физики твёрдых тел

| Ватанабэ, Хиромото | 1886—1890 | Нагаё, Матаро   | 1934—1938 | Мори, Ватару     | 1985—1989 |
| Като, Хироюки      | 1890—1893 | Хирага, Юдзуру  | 1938—1943 | Арима, Акито     | 1991—1993 |
| Хамао, Арата       | 1893—1897 | Утида, Ёсикадзу | 1943—1945 | Ёсикава, Хироюки | 1993—1997 |
| Тояма, Масакадзу   | 1897—1898 | Намбара, Сигэру | 1945—1951 | Хасуми, Сигэхико | 1997—2001 |
| Кикути, Дайроку    | 1898—1901 | Тадао, Янаихара | 1951—1957 | Сасаки, Такэси   | 2001—2005 |
| Ямакава, Кэндзиро  | 1901—1905 | Кая, Сэйдзи     | 1957—1963 | Комияма, Хироси  | 2005—2009 |
| Мацуи, Наокити     | 1905      | Окоти, Кадзуо   | 1963—1968 | Хамада, Дзюнъити | 2009—2015 |
| Хамао, Арата       | 1905—1912 | Като, Итиро     | 1969—1973 | Гоноками, Макото | 2015—2021 |
| Ямакава, Кэндзиро  | 1913—1920 | Хаяси, Кэнтаро  | 1973—1977 | Фудзии, Тэруо    | 2021—     |
| Кодзай, Ёсинао     | 1920—1928 | Мукаибо, Такаси | 1977—1981 |                  |           |
| Онодзука, Кихэйдзи | 1928—1934 | Хирано, Рюити   | 1981—1985 |                  |           |

## Знаменитые выпускники
Среди выпускников университета 11 лауреатов Нобелевской премии, 1 лауреат премии Филдса, 1 лауреат премии Гаусса, 4 лауреата Притцкеровской премии, 18 премьер-министров Японии.
Лауреаты Нобелевской премии по физике
- Лео Эсаки
- Масатоси Косиба
- Йоитиро Намбу
- Такааки Кадзита
- Сюкуро Манабэ

Лауреаты Нобелевской премии по химии
- Эйити Нэгиси

Лауреаты Нобелевской премии по физиологии или медицине
- Сатоси Омура
- Ёсинори Осуми

Лауреаты Нобелевской премии мира
- Эйсаку Сато

Лауреаты Нобелевской премии по литературе
- Ясунари Кавабата
- Кэндзабуро Оэ

Лауреаты Филдсовской премии
- Кунихико Кодайра

Лауреаты премии Гаусса
- Киёси Ито

Лауреаты Притцкеровской премии
- Кэндзо Тангэ
- Фумихико Маки
- Тоёо Ито
- Арата Исодзаки